# Château de Takatori
Le château de Takatori (高取城, Takatori-jō) est un château japonais situé à Takatori dans la préfecture de Nara. C'est l'un des trois principaux châteaux de montagne au Japon, avec les châteaux de Bitchū Matsuyama et Iwamura. Il n'en reste à présent que quelques vestiges.

## Histoire
Le château d'origine a été construit par Ochi Kunizumi en 1332. Les Ochi contrôlèrent le château jusqu'au milieu du XVIe siècle puis il fut ensuite abandonné sur ordre d'Oda Nobunaga en 1580, lorsqu'il désigna le château de Kōriyama comme seul château de la région. Tsutsui Junkei commença la reconstruction du château en 1584, mais mourut peu de temps après. Honda Tarozaemon poursuivit la reconstruction avec son fils Toshitomo. Le clan Honda contrôla le château jusqu'en 1640, date à laquelle Uemura Iemasa devint le nouveau seigneur. Le clan Uemura régna ensuite jusqu'à la restauration de Meiji et le démantèlement du château en 1873.
Aujourd'hui il ne reste que des vestiges des remparts en pierre, les bâtiments en bois ayant fini d'être détruits vers 1891. Certains éléments comme les portes du château ont été récupéré par des temples voisins et sont encore visibles aujourd'hui.

## Galerie

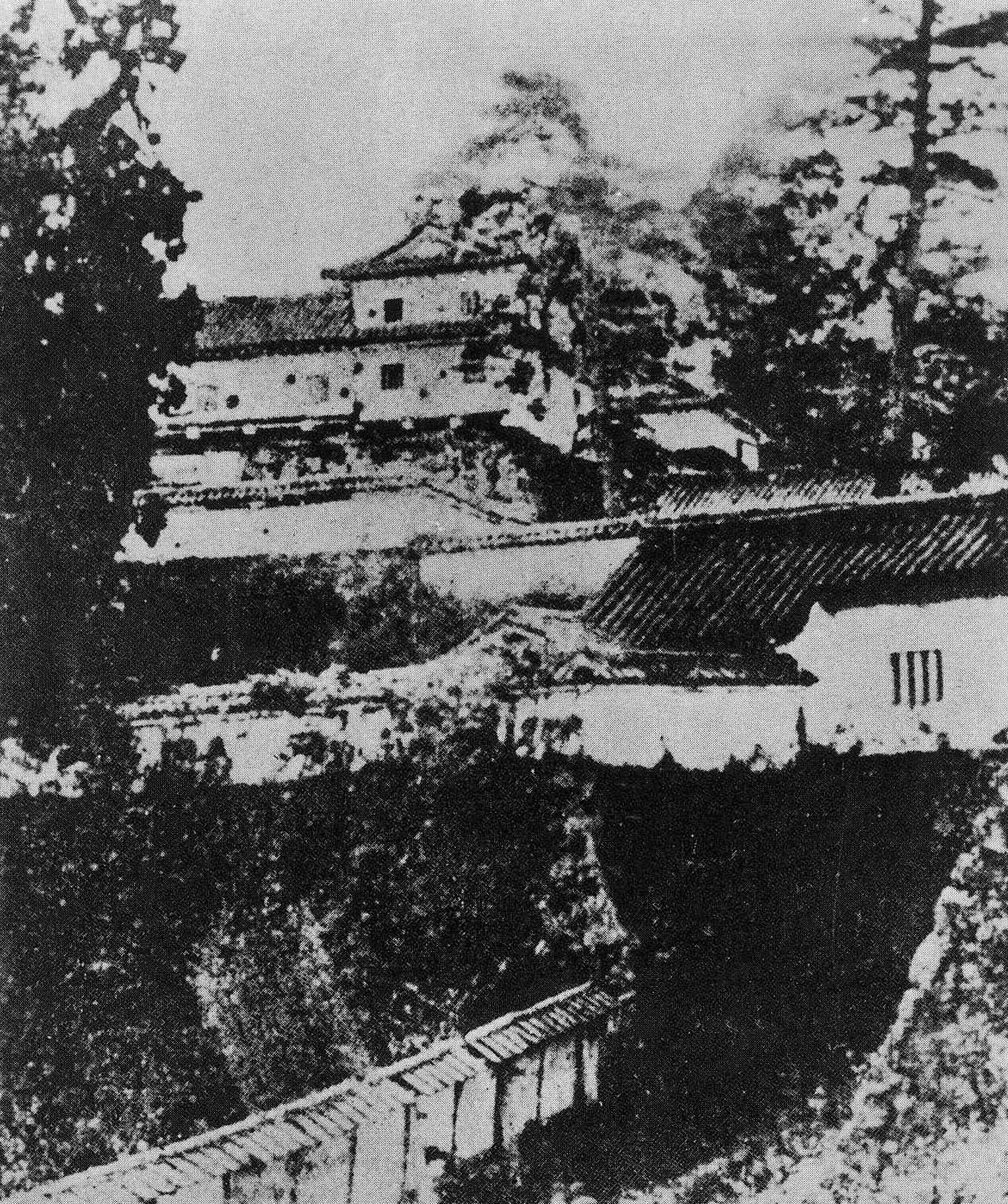
Photo du château vers 1890.
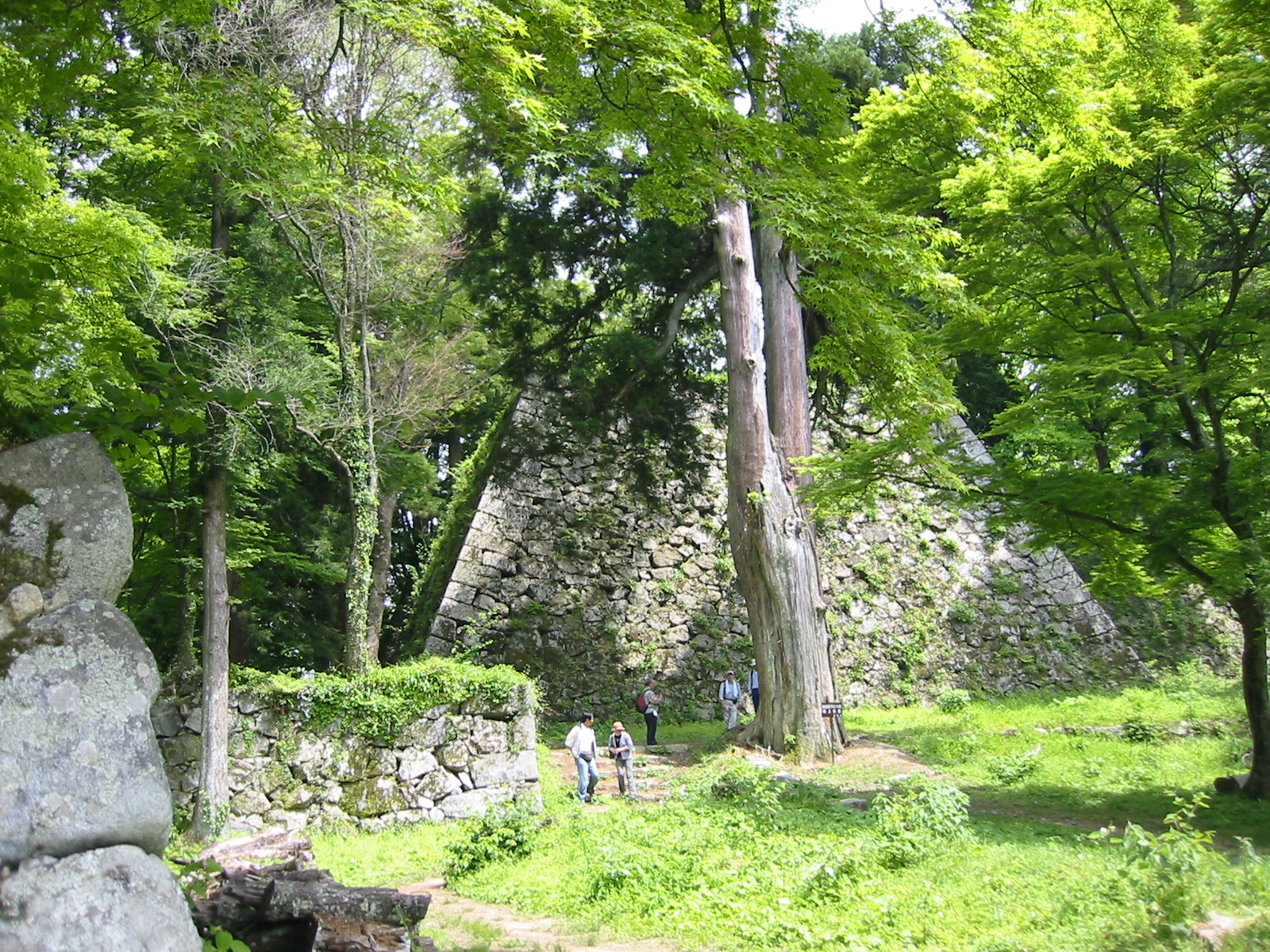
Ancienne tour du château.
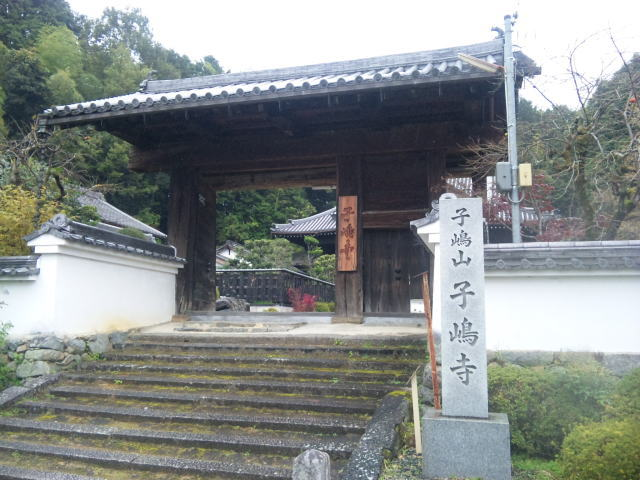
Ancienne porte du château.